# Squalius vardarensis
Squalius vardarensis és una espècie de peix cipriniforme de la família dels ciprínids.